# Unione Cinematografica Italiana
L'Unione Cinematografica Italiana ( UCI ) était un consortium italien de production et de distribution de films de l'ère du cinéma muet.

## Histoire
Après la fin de la Première Guerre mondiale, un groupe de onze sociétés cinématographiques italiennes se sont réunies en un seul conglomérat, mieux à même de rivaliser avec les rivaux d'Amérique, de Grande-Bretagne, de France et d'Allemagne. Le fondateur  de l'UCI est le Baron Alberto Fassini, qui avait auparavant dirigé le studio Cines.
L'UCI a été créée en janvier 1919. De nombreuses productions de la société sont des films historiques qui tentent de retrouver le succès des films d'avant-guerre.
La société a subi un coup dur en 1921 lorsque son principal bailleur de fonds, la Banca Italiana di Sconto fait faillite. L'UCI était déjà au bord de la faillite lors de la production de l'épopée à gros budget Quo Vadis (1924), dont l'échec financier a conduit à l'effondrement de l'entreprise en 1926. La plupart de ses actifs ont été acquis par Stefano Pittaluga. L'effondrement de l'UCI fait partie d'une crise générale de l'industrie cinématographique italienne qui a vu les niveaux de production chuter jusqu'à ce qu'un renouveau commence dans les années 1930 avec le soutien du gouvernement fasciste de Benito Mussolini.